# Rodrigo Soriano
Rodrigo Soriano Barroeta-Aldamar (San Sebastián, 17 de septiembre de 1868-Santiago de Chile, 1944) fue un político, literato, abogado, diplomático y periodista español. De ideología republicana, obtuvo varias veces escaño de diputado en las Cortes de la Restauración a lo largo del primer tercio del siglo XX. El inicio de la guerra civil le sorprendió desempeñando el cargo de embajador de España en Chile, donde murió.

## Orígenes
Nació en la residencia familiar de "Villa Aldamar", contigua al Palacio de Miramar, frente a la playa de la Concha, en el seno de una aristocrática familia guipuzcoana de tradición liberal y fuerista enraizada en la antigua nobleza feudal vasca (señores de la Torre de Barroeta, Torre Aldamar, dueños del Mayorazgo de Zarauz y señores de la Torre Ybarra). Fue uno de los cinco hijos nacidos del matrimonio formado por Benito Soriano Murillo y Manuela Barroeta-Aldamar González de Echávarri. Era nieto del senador, diputado a Cortes, alcalde de Guetaria y primer diputado general de Guipúzcoa, el político fuerista liberal vasco Joaquín de Barroeta-Aldamar y Hurtado de Mendoza.
De niño vivió en Francia donde sus mayores, de ideas liberales, se habían exiliado huyendo de los carlistas. La juventud de Rodrigo Soriano discurrió entre su ciudad natal y Madrid, lugar este último donde su padre ocupó los cargos de director general de Bellas Artes y subdirector del Museo Nacional de Pintura y Escultura (más conocido como el Museo de la Trinidad), antes de fusionarse con el Museo del Prado. En diciembre de 1913, contrajo matrimonio en Tarragona con Lola Martí, hija de un empresario hotelero catalán, y fruto de esa relación nació una hija, Dolores Soriano Martí.

## Vida política y actividad periodística
Licenciado en derecho, publicista, periodista, literato, editor de prensa, y diplomático, comenzó la carrera periodística como crítico de arte del diario conservador La Época. Fue redactor de La Galerna, periódico de humor donostiarra, y colaboró en diversas publicaciones: La Voz de Guipúzcoa, El País, La Lidia y Euskal Erria. Escribió, asimismo, para La Baskonia y La Ilustración Española. Firmaba artículos de prensa bajo el seudónimo de "Koak".
Rodrigo Soriano fue uno de los pioneros del reporterismo de guerra en España cubriendo la información de la campaña del Rif desde el campo de batalla.
En 1901 entra en el mundo de la política parlamentaria tras resultar elegido diputado por Valencia. Más adelante, en 1906, fundaría el periódico España Nueva. A las actividades políticas y periodísticas uniría su vocación literaria, habiendo escrito y publicado gran variedad de libros entre 1891 y 1936.
En el año 1924, durante la dictadura de Primo de Rivera, fue desterrado a la isla de Fuerteventura junto con Miguel de Unamuno. Años más tarde, tras el advenimiento de la Segunda República Española, ocuparía el puesto de embajador de España en Chile.

## Editor de prensa
La forma de actuar del gobierno durante la descolonización española radicalizó sus planteamientos políticos. Abandonó principios inspirados en una educación clásica burguesa y se pasó al partido republicano. Entonces fundó el periódico Vida Nueva. Poco después se trasladó a Valencia y entró en la redacción de El Pueblo, periódico financiado por Soriano que dirigía Vicente Blasco Ibáñez. Allí, al lado de su gran amigo de entonces, Blasco Ibáñez, llevó a cabo ruidosas campañas y contribuyó a la reorganización del partido Republicano.

## Parlamentario
En 1901 fue elegido diputado por primera vez por Valencia, donde fue reelegido sin interrupciones hasta 1909, siendo luego varias veces diputado por Madrid, a la vez que trabajaba como colaborador del Heraldo de Madrid, fue diputado republicano federal independiente por Málaga. En el Parlamento, como en la prensa, Rodrigo Soriano se distinguió por su temible acometividad, lo que le propició una inmensa popularidad en los tiempos de la Unión Republicana, en el contexto de la Restauración, pero también le ocasionó serios disgustos y crudos enfrentamientos.
Con el paso de los años y de la experiencia, sin perder esta característica, la oratoria de Soriano se hizo más serena y razonadora, lo que no fue óbice para que fuese escuchado con igual atención que antes. A su palabra elocuente y elegante unía grandes dosis de erudición. La moderación de su discurso no impidió que se le abrieran varios frentes, tanto periodísticos como políticos.

## Enfrentamientos

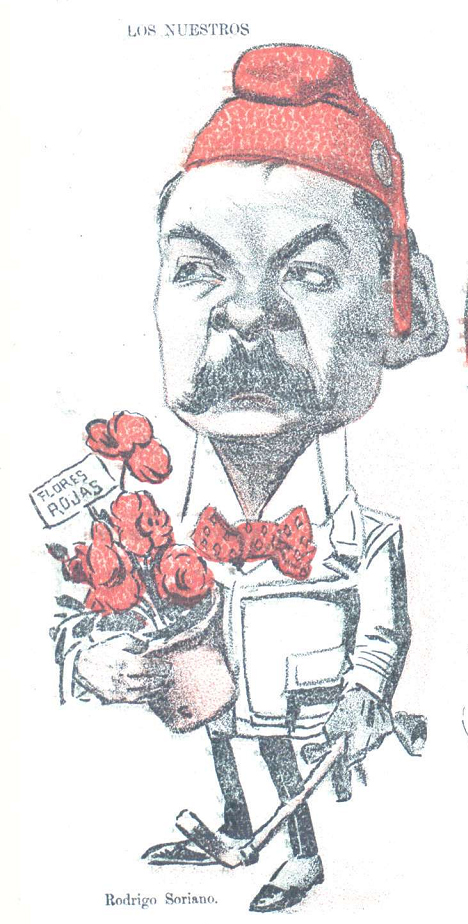
Soriano en Don Quijote (1902)

Una de sus más turbulentas disputas la mantuvo con Blasco Ibáñez, con quien rompió bruscamente. Un artículo de Rodrigo Soriano criticando a Blasco Ibáñez publicado en El Pueblo, «Revolucionarios de entretiempo», sirvió de detonante. En Valencia, sorianistas y blasquistas se enzarzaron en una guerra sin cuartel que desencadenó violentas escaramuzas callejeras saldadas con tres muertos y diversos heridos. La corriente política valenciana que le secundó fue denominada Sorianisme. Al separarse de Blasco Ibáñez, fundó en Valencia el diario El Radical, colaboró con La Lucha y más tarde, en Madrid, director y editor de España Nueva (1906-1924). Este periódico, que con el tiempo pasó de las tendencias republicanas a las sindicalistas, centró buena parte de su actividad profesional.
Con Alejandro Lerroux también acabó a la gresca. Soriano había decidido escindirse del PURA para incorporarse al Partido Republicano Radical que acababa de fundar Lerroux. No tardarían en surgir discrepancias. Entre otras, la iniciativa que propugnaba Soriano tratando de asentar en Valencia un movimiento semejante al de Solidaritat Catalana, idea a la que frontalmente se oponían Lerroux y Blasco Ibáñez. Cuando en mayo de 1906 fue a Barcelona, en compañía de Nicolás Salmerón, con objeto de participar en una manifestación convocada por Solidaritat Catalana, a la que acudieron 80 000 personas, aprovechó uno de los actos de la jornada para acusar públicamente a Lerroux de ser "espía del gobierno".
Rodrigo Soriano, hombre de profundas convicciones anticlericales y antidinásticas, fue la bestia negra de Antonio Maura y Montaner. Formó parte del Comité Ejecutivo de la Conjunción Republicano-Socialista; coalición electoral de partidos políticos de izquierda, liderada por Pablo Iglesias, que surgió como respuesta a los hechos acaecidos en la Semana Trágica de Barcelona de 1909. Desde aquel frente electoral, que agrupaba al PSOE con otros partidos republicanos, se pretendía incluso el derrocamiento de la monarquía española (Rodrigo Soriano manifestó contar para ello con el apoyo de ciertos sectores del ejército). La alianza electoral resultó propicia para que Pablo Iglesias, por primera vez, obtuviera acta de diputado en las Cortes españolas.
El 4 de diciembre de 1910, la conjunción organizó un gran mitin en Bilbao que congregó a más de 16 000 personas con la intención de hacer propaganda de su formación como motor del cambio que habría de acabar con el régimen monárquico y traer la república. Entre los oradores que participaron en el acto, además de Rodrigo Soriano, se encontraban Pablo Iglesias, Joaquín Pi y Arsuaga, Gumersindo de Azcárate, y Horacio Echevarrieta.
Las divergencias que mantuvo con Pío Baroja discurrieron por cauces moderados. Ambos se lanzarían envenenados dardos dialécticos, alguno de los cuales recordaría el propio Baroja en sus memorias: - Baroja no ha sabido ver lo que es París. Él ha entrado en París, pero París no ha entrado en Baroja. En respuesta, Pío Baroja replicó a Soriano que "esa no era una frase para pasar a ninguna antología de frases", al tiempo que le tildaba de cursi y de haber sido un señorito rico que había escrito en El Tiempo, periódico conservador de la fracción de Francisco Silvela.

## Duelos
Rodrigo Soriano llegó a tener incidentes con tres importantes militares en la historia de España: los generales Valeriano Weyler y Arsenio Linares Pombo, y con el entonces coronel Miguel Primo de Rivera. En la revista chilena Ercilla, publicada el 23 de julio de 1943, Soriano escribía: «Enemigo yo de los duelos, pues nunca vi en ellos honor, gloria, timbre u orgullo, repugnando estas muestras de barbarie. (…) Mas obligado, sin embargo, por aquellos fanfarrones, monopolizadores del honor, envié tres carteles de desafío a los generales Weyler y Linares, por sus ataques a los republicanos en el Senado, y a Primo de Rivera, por sus injurias en los pasillos del Congreso».
Con Primo de Rivera se retó a espada, el 15 de marzo de 1906. El duelo se consumó en Madrid, en la casa y jardín del maestro de armas C. León Broutin. Los dos contendientes sufrieron heridas. Los padrinos de Primo de Rivera fueron el duque de Tetuán y el entonces capitán Gonzalo Queipo de Llano. Rodrigo Soriano, por su parte, fue apadrinado por Ignacio Santillana y José Cánovas Vallejo. El primer asalto se detuvo cuando Soriano hirió ligeramente a su oponente en la mejilla derecha; pero después, llegado el tercer asalto, sería Primo de Rivera quien infligiría una herida leve a Soriano en el metacarpo de la mano derecha lo que puso fin al combate.

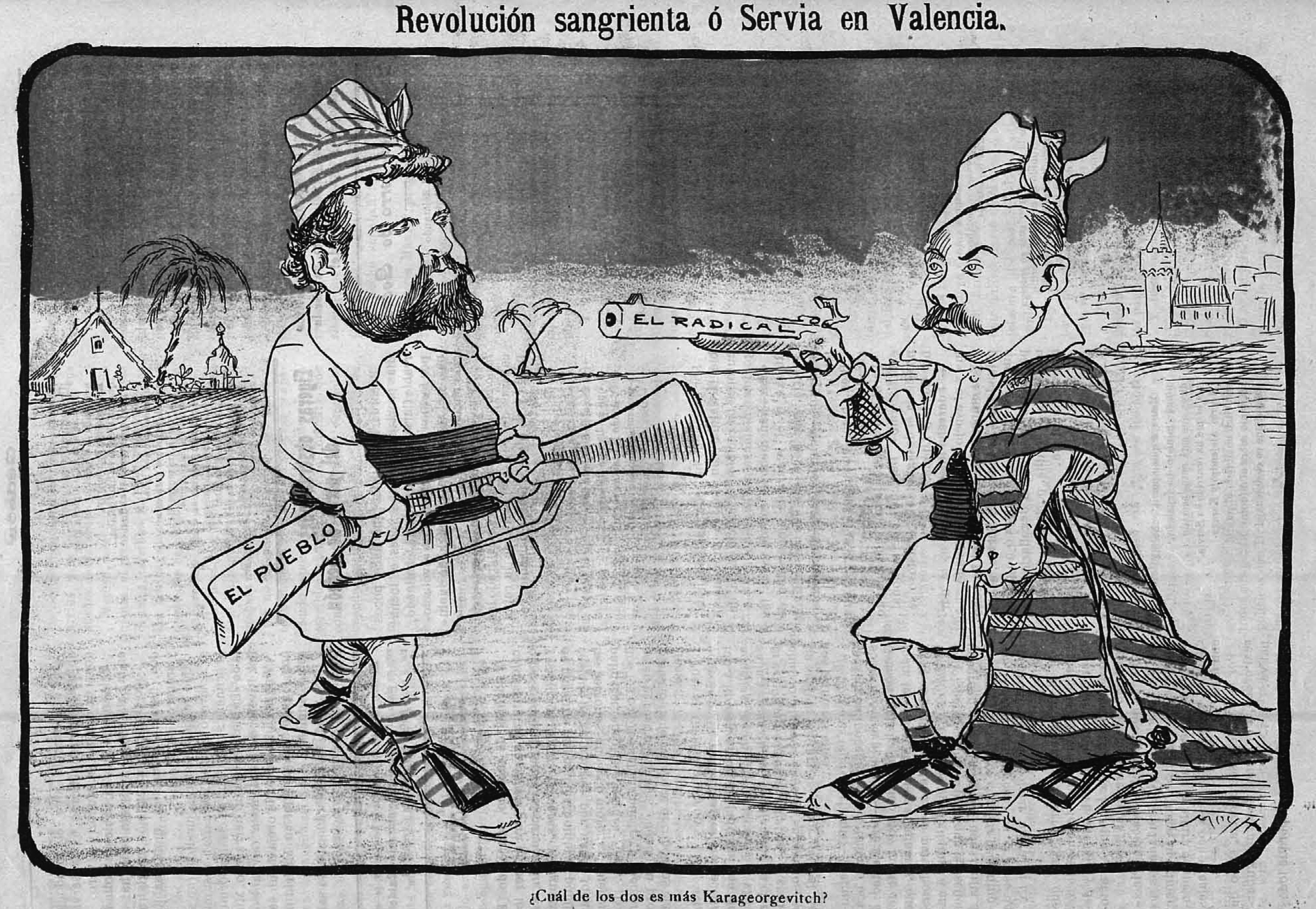
Caricatura de Blasco Ibáñez y Soriano enfrentados (Gedeón, junio de 1903)

Pero el duelo más sonado lo protagonizó con el que fuera su amigo de antaño, Blasco Ibáñez. La cita fue en una finca del barrio de Hortaleza, en Madrid, el 13 de julio de 1903. Llovía copiosamente cuando los combatientes llegaron acompañados de sus padrinos. El periodista Luis Morote e Ignacio Santillán, director de El Evangelio, en representación de Blasco Ibáñez. Por parte de Rodrigo Soriano lo fueron el abogado García Albertos y el señor Villanueva. Se dispararon cuatro tiros a distancias de 23 y 29 pasos. Ambos salieron ilesos. Soriano disparó al aire pero Blasco Ibáñez procuró, inútilmente, fijar bien la puntería.
Muy comentado fue el desafío que mantuvo con José Sánchez Guerra, ministro de la Gobernación del gabinete de Antonio Maura. José Sánchez-Guerra llegó a dimitir como ministro para retarse con Soriano sin que su acto salpicase al gobierno. Rodrigo Soriano le acusaba de haber practicado manipulaciones electorales en Córdoba, además de ofender al ministro llamándolo "hijo de Cabra". La policía intentó impedir el lance, pero los duelistas y sus padrinos - Luis de Armiñán, diputado liberal por parte de Soriano-, pudieron eludir la persecución policial gracias a la mayor velocidad de sus automóviles. Los aceros se cruzaron en un cuartel de Carabanchel, el 7 de diciembre de 1904. La lucha fue interrumpida, en contra de la voluntad de los contendientes, por causa de la herida que Soriano sufrió en una mano. Actuó de juez de campo un adversario político suyo, el conde de Romanones, quien paradójicamente era cuñado de Blanca Soriano (hermana de Rodrigo Soriano casada con un hijo de Manuel Alonso Martínez).
En otro duelo a sable, acaecido el 2 de junio de 1914, tuvo por contrincante al hijo de Maura: Antonio Maura Gamazo. Soriano resultó herido en la cabeza y Maura en la frente. Los dos duelistas zanjaron sus diferencias con varios puntos de sutura.
También se batiría a espada francesa con Royo Chove, diputado republicano valenciano. Este duelo se libró en Valencia, el 31 de enero de 1904, y fueron los doctores Lluria y Pérez Yerro quienes dieron por terminada la lucha al declarar, transcurridos nueve asaltos, que Royo se encontraba en condiciones de notoria inferioridad por la fatiga de tan larga refriega.

## Atentado
El 17 de febrero de 1917, Rodrigo Soriano resultó herido de gravedad en un atentado perpetrado en Valencia. Fue alcanzado en el cuello por dos disparos que habían partido de un grupo de pistoleros apostados frente a la iglesia de San Bartolomé. Se le apreciaron dos heridas en el cuello: una con orificio de entrada y salida en la parte lateral, y otra producida por un proyectil alojado al borde de la rama posterior de la mandíbula. Tras ser intervenido quirúrgicamente en el Hospital Provincial salvó la vida milagrosamente. La Correspondencia Militar publicó la reacción de Soriano ante este hecho: «No es nada, señores. Gajes del oficio. Dos tiros nada más. Esto puede considerarse un accidente de trabajo».

## Destierro
En febrero de 1924, Soriano fue desterrado con Miguel de Unamuno a la semidesértica isla de Fuerteventura. La causa del destierro fue su vieja enemistad con Miguel Primo de Rivera y unas polémicas conferencias suyas pronunciadas en el Ateneo de Madrid, en 1923, acerca de las responsabilidades por la guerra de Marruecos y la implicación del dictador en el escandaloso caso de La Caoba, una prostituta madrileña, tratante de drogas, a la que los jueces, presionados por Primo de Rivera, dejaron en libertad sin cargos. La Asociación de la Prensa de Madrid decidió enviarle 1000 pesetas «para que pueda hacer frente de momento a sus apremiantes necesidades». Incluso llegó a deber veinte cuotas a la Asociación. «Lamento mucho que mis condiciones económicas, debidas a mi destierro, me impidan complacer las inmerecidas pruebas de amistad que me dedican. No aceptaré ningún favor que me parezca injusto,» decía Soriano en una carta enviada a la APM (Asociación de la Prensa de Madrid), «Siento no pertenecer ya a esa Asociación, aun cuando por mi insignificancia periodística nunca debí pertenecer a ella».
El 9 de julio de 1924, partiendo de la Caleta de Fuste, escapó con Miguel de Unamuno de la deportación en Canarias poniendo rumbo a Cherburgo a bordo del bergantín goleta L'Aiglon, fletado por Henri Dumay, director del diario parisiense Le Quotidien. El bergantín fue rebautizado con el nombre «Libertad».
Tras abandonar Fuerteventura fijó su residencia en París y después se exiliaría en el Uruguay (1927-1931). Allí coincidiría con Mercedes Pinto, escritora canaria, con quien fundó la Asociación Republicana Española en Montevideo. Amigo de Natalio Botana, importante editor uruguayo, colaboró por entonces en el diario bonaerense Crítica.
Rodrigo Soriano vivió siete años en el exilio. El transatlántico Conté Verde le traería de regreso a España, en junio de 1931. Muchos correligionarios y simpatizantes suyos se dieron cita en el puerto de Barcelona para darle la bienvenida.

## Literato
Su aportación literaria fue abundante y de gran calidad con títulos como Una conferencia con Emilio Zola (1891); Moros y cristianos, notas de viaje, 1893-94 (Madrid, 1894); La vida donostiarra (1898); La Walkyria en Bayreuth (Madrid, 1898); Grandes y chicos (Valencia, 1899); Por esos mundos (1900); Las flores rojas (Valencia, 1901); La entrada de Nozaleda (1904); Soriano en el Congreso: campañas parlamentarias de un diputado del pueblo (1904); En un lugar de la Mancha (1905); El triunfo de Don Carlos (1910); Regime arbitraire en Espagne. Lettre du 11 octobre (1911); Darío de Regoyos (1921); Ayer, hoy y mañana (1923); San Lenin y su segunda parte: El cielo de San Lenín (1927); ¡ Guerra, guerra al infiel marroquí! (1929); La revolución española (1931); Cervantes, Colón, tres discursos (1935); España bajo el sable (1936); Tragedias de Moscú; España sobre todo; Sangre trae sangre; y una adaptación de L’Arlésienne de Daudet.

## Opiniones sobre su obra y figura
A propósito del libro Darío de Regoyos, Miguel de Unamuno escribió en El Liberal un artículo laudatorio para su autor: 

En este libro se ve cómo Soriano, exquisito artista, pasó del arte, de la crítica del arte, de la literatura a la política, y cómo llevó a ésta toda la educación de aquél. Por lo que empezó desconcertando a los nuevos políticos. Es la libra la tragedia de muchos rebeldes de entonces y sometidos de hoy, ¡La vida que nos ha hecho revivir Soriano! Pero ¡qué mundo! Y a él hemos de volver. Más de una vez tendremos que referirnos a este libro de Soriano. Y a su Goya, su Loti, su Daudet, su Huysmans".

El poeta mexicano Amado Nervo le dedicó unas palabras. Dijo que tras haber escuchado a los políticos españoles el que más le sorprendió fue Rodrigo Soriano: «vale un potosí como orador parlamentario, por su habilidad para desconcertar al adversario con divertidísimas interrupciones».
Aquilino Moral, líder sindical asturiano de la CNT y del POUM, aludió a él en sus memorias:

... de aquellas jornadas en que el periódico España Nueva intervino, a pesar de no ser órgano oficial de la Confederación, porque no quiso serlo cuando su dueño Rodrigo Soriano se lo ofreció, hay gratos recuerdos que no son olvidados por quienes hemos vivido aquellos momentos. Además de lo que con sus campañas hizo durante un largo tiempo en favor del bien general para los trabajadores, si hay algún periodista de aquella época de los que trabajaban en Madrid, recordarán que estaban en huelga en defensa de unas peticiones que las empresas se negaban a concederles en la fecha en que dio principio las tareas del congreso de la Confederación, y como España Nueva, atendiendo a la CNT, dio las mejoras a sus obreros periodistas, las demás empresas se vieron obligadas a conceder lo que fue motivo de la huelga.

Asimismo, el hispanista francés Camille Pitollet, en un artículo de 1924, señalaba:

Rodrigo Soriano es, en España, un personaje legendario que destaca por su fuerte carácter de luchador, su sangre fría, y su voluntad de hierro. Republicano comprometido que gastó todas sus energías en aras de la transformación social de su país, a pesar de ser descendiente de una rica familia. El mérito singular de aquel gran luchador fue haber dilapidado bravamente su fortuna y su cotización en el mercado literario de su patria; de haber echado a perder su magnífico talento por el placer de combatir en medio de la calle. Ha sido uno de los más cultos escritores españoles de principios de siglo, y uno de los periodistas más soberanos de Madrid. Quizá el único que viera la actualidad con ojos de artista. Fue un luchador perpetuo y ¡qué luchador! político, orador, caudillo, literato de insuperado fuste, era sobre todo artista, y sus mismos ímpetus y arrebatos traían destellos de luz increada.

A Rodrigo Soriano, miembro de la francmasonería, le producía rechazo la ostentación de títulos nobiliarios o distintivos sociales. En la página 145 de su libro ¡Guerra, guerra al infiel marroquí!, publicado en 1929, cuenta Soriano que su abuelo había heredado un título de José María de Murga y Mugartegui («el moro vizcaíno»), nacido en Bilbao, muerto en 1876, y no lo quiso; «mi padre, con más razón, hizo lo propio; en cuanto a mi, me han sobrado mil razones para seguir sus huellas y su ejemplo».
De sus propias palabras se desprende la gran influencia que sobre él ejerciera su progenitor, Benito Soriano, persona culta y de reconocido prestigio artístico quien no parecía mostrar apego por las riquezas materiales. Cuando su familia heredó el Señorío de la Casa de Torre de Ibarra, que incluía la fábrica de hierros y aceros Astepe de Zornoza (Amorebieta), fundada en 1700, y la más antigua de Vizcaya, Benito Soriano optó por abandonar la explotación metalúrgica para transformarla en molinera (actividad más acorde con su visión plástica del mundo). Y su hijo Rodrigo, como bien lo retrató Unamuno, quiso a su manera trasladar a la vida política las pinceladas de su propia impronta artística ligada a la causa de los más desfavorecidos y decididamente enfrentada a quienes para él encarnaban o toleraban la injusticia social. Pero la diferencia entre padre e hijo radicaba, sin duda, en sus respectivos temperamentos: apacible el de Benito Soriano y enérgico el de su hijo Rodrigo.

## En tiempos de la Segunda República Española

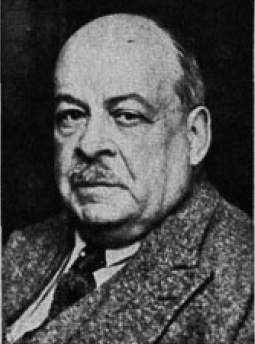
Rodrigo Soriano ca. 1936.

Al regresar de su exilio, en 1931, a la vez que trabajaba como colaborador del Heraldo de Madrid, fue diputado republicano federal independiente por Málaga. Durante las Cortes Constituyentes formó parte de un grupo de extrema izquierda que se hicieron notar por su política antigubernamental: los jabalíes.
Aspiró a ser embajador de España en la Unión Soviética —la cual había visitado por expresa invitación de sus autoridades—, pero se lo impidió Manuel Azaña, quien no estaba por la labor de concederle tal distinción y como puede constatarse leyendo sus memorias (obras completas: volumen 2): «Rodrigo Soriano quiere ser embajador en Rusia. ¡Está fresco!». La acusada avenencia de Soriano con el régimen de la Unión Soviética, plasmada en sus libros, y su pertenencia a la Asociación de Amigos de la Unión Soviética, suscitaba recelos en el seno del Gobierno español. A cambio le propusieron el puesto de embajador de España en Chile, que él aceptó. Desde allí libraría el «embajador rojo», al decir de José María Pemán, la última batalla en defensa de sus ideales políticos en compañía de su colaborador más cercano: el diplomático, filósofo e historiador Alfonso Rodríguez Aldave, natural de la localidad navarra de Lesaca y casado con la filósofa y escritora María Zambrano. 
Acabada la contienda española, Rodrigo Soriano desplegaría una intensa actividad en pro de la acogida de exiliados republicanos. En febrero de 1939, mandó una carta intepelando al Gobierno chileno si admitiría la entrada en el país de «artistas, profesionales liberales y españoles en general». Ese comunicado fue el primer paso de unas negociaciones que con la ayuda del poeta Pablo Neruda propiciaron la llegada de 2078 refugiados españoles, los cuales procedentes de Francia recalaron en Chile a bordo del vapor Winnipeg. Rodrigo Soriano salió a recibirlos acompañado por un joven político, Salvador Allende, por entonces ministro de Salubridad, Previsión y Asistencia Social.
Luego el exembajador permaneció en Chile hasta su fallecimiento, en diciembre de 1944. Asistieron a su sepelio cientos de españoles residentes en el país andino, el presidente de la república Gabriel González Videla, y numerosas personalidades del ámbito político e intelectual.